# Zagrebački holding
Zagrebački holding d.o.o. gradsko je trgovačko društvo osnovano 2006. godine u skladu sa Zakonom o trgovačkim društvima i u 100-postonom vlasništvu Grada Zagreba. Sastoji se od 12 podružnica koje obavljaju djelatnosti nekadašnjih gradskih poduzeća, a vlasnik je i pet povezanih trgovačkih društava te jedne ustanove.
Nastao je prijenosom poslovnih udjela 22 trgovačkog društva u vlasništvu Grada Zagreba na trgovačko društvo Gradsko komunalno gospodarstvo d.o.o., koje preuzima ulogu holding poduzeća. Godine 2007. mijenja ime u Zagrebački holding d.o.o.
Temeljna zadaća Holdinga je učinkovito i trajno obavljanje usluga od javnog interesa u gradu Zagrebu uz maksimalnu zaštitu okoliša i zaštite javnog interesa lokalne zajednice. 

## Djelatnosti
Prema broju i vrsti usluga koje pruža, Zagrebački holding jedinstveno je trgovačko društvo u Hrvatskoj. 
Primarno pruža usluge od općeg (javnog) interesa u Gradu Zagrebu, koje obavlja po načelima javne službe. 
Glavne djelatnosti sastavnica grupe su:
- distribucija i opskrba plinom (GPZ),
- odlaganje i gospodarenje otpadom (Čistoća),
- javna vodoopskrba i odvodnja (ViO),
- usluge održavanja čistoće i odvoza otpada (Čistoća),
- usluge uređivanja i održavanja zelenih površina (Zrinjevac),
- javne i nerazvrstane državne ceste: izgradnja, upravljanje, održavanje i zaštita uključujući semafore i prometne znakove, mehanizaciju i proizvodnju asfalta (Zagrebačke ceste),
- gospodarenje i održavanje nekretnina (GSKG),
- usluge parkiranja na javnim površinama i u javnim garažama (Zagrebparking),
- usluge skladištenja i najma (RTZ),
- izgradnja i upravljanje elektroničkom komunikacijskom infrastrukturom i elektroničkim komunikacijskim mrežama (ZDG),
- opskrba i izrada lijekova, opskrba medicinskim proizvodima i drugim sredstvima za zaštitu zdravlja (GLJZ).

## Povijest
Zagrebački holding osnovan je 2006. godine, no povijest djelatnosti koje obavlja seže u drugu polovicu 19. stoljeća i vrijeme osnivanja prvih komunalnih poduzeća u Zagrebu. Osnutkom prvog zagrebačkog komunalnog poduzeća Plinare 1862. godine, Zagreb je prvim koracima zakoračio u proces modernizacije pružanja komunalnih usluga. Prva gradska komunalna poduzeća osnovana su do 30-tih godina prošloga stoljeća, a ubrzani razvoj grada i gradske komunalne infrastrukture te porast broja stanovništva iz godine u godinu navodile su gradske vlasti na osnivanje i ostalih komunalnih poduzeća u drugoj polovici 20. stoljeća.
Za proširenje i poboljšanje komunalnih usluga u Zagrebu zadužen je Holding koji je nastao 2006. prijenosom udjela 22 trgovačkog društva u vlasništvu grada Zagreba na holding poduzeće Gradsko komunalno gospodarstvo d.o.o.
Godine 2007. mijenja ime u Zagrebački holding d.o.o. te pod tim nazivom djeluje i danas.

## Ustroj
Holding je ustrojen u dvanaest podružnica, pet ovisnih društava i jednu ustanovu.

### Podružnice
1. AGM
2. Arena Zagreb
3. Autobusni kolodvor Zagreb (AKZ)
4. Čistoća
5. Gradska groblja
6. Robni terminali Zagreb (RTZ)
7. Tržnice Zagreb
8. Vladimir Nazor
9. Zagrebparking
10. Zagrebačke ceste
11. Zagrebački digitalni grad (ZDG)
12. Zrinjevac

### Ovisna društva
1. Gradska plinara Zagreb d.o.o. (GPZ)
  1. Gradska plinara Bjelovar d.o.o. (GPB)
2. Gradska plinara Zagreb – Opskrba d.o.o. (GPZ-O)
3. Gradsko stambeno komunalno gospodarstvo d.o.o. (GSKG)
4. Vodoopskrba i odvodnja d.o.o. (ViO)
5. Zagreb plakat d.o.o.

### Ustanova
1. Gradska ljekarna Zagreb (GLJZ)